# Булевское болото
Бу́левское болото — болото главным образом низинного типа на севере Житковичского и юго-востоке Солигорского районов Беларуси, в водосборе озера Червоное и реки Случь.
Площадь поверхности — 279 км².

## Описание болота
Болото пересекает Домановичская канава, вода из которой перекачивается в озеро Червоное. Площадь 27,9 тыс. га. Глубина торфа до 6 м, ср. 1,7 м, степень разложения 30 %, зольность 8,4 %. Частично осушено открытой осушительной сетью.

## Флора
На осушенных землях выращивают сеяные травы, зерновые и кормовые культуры. На неосвоенной части болота растут карликовая берёза, осока, гипновые и сфагновые мхи, сосна.